# Cosmatesco

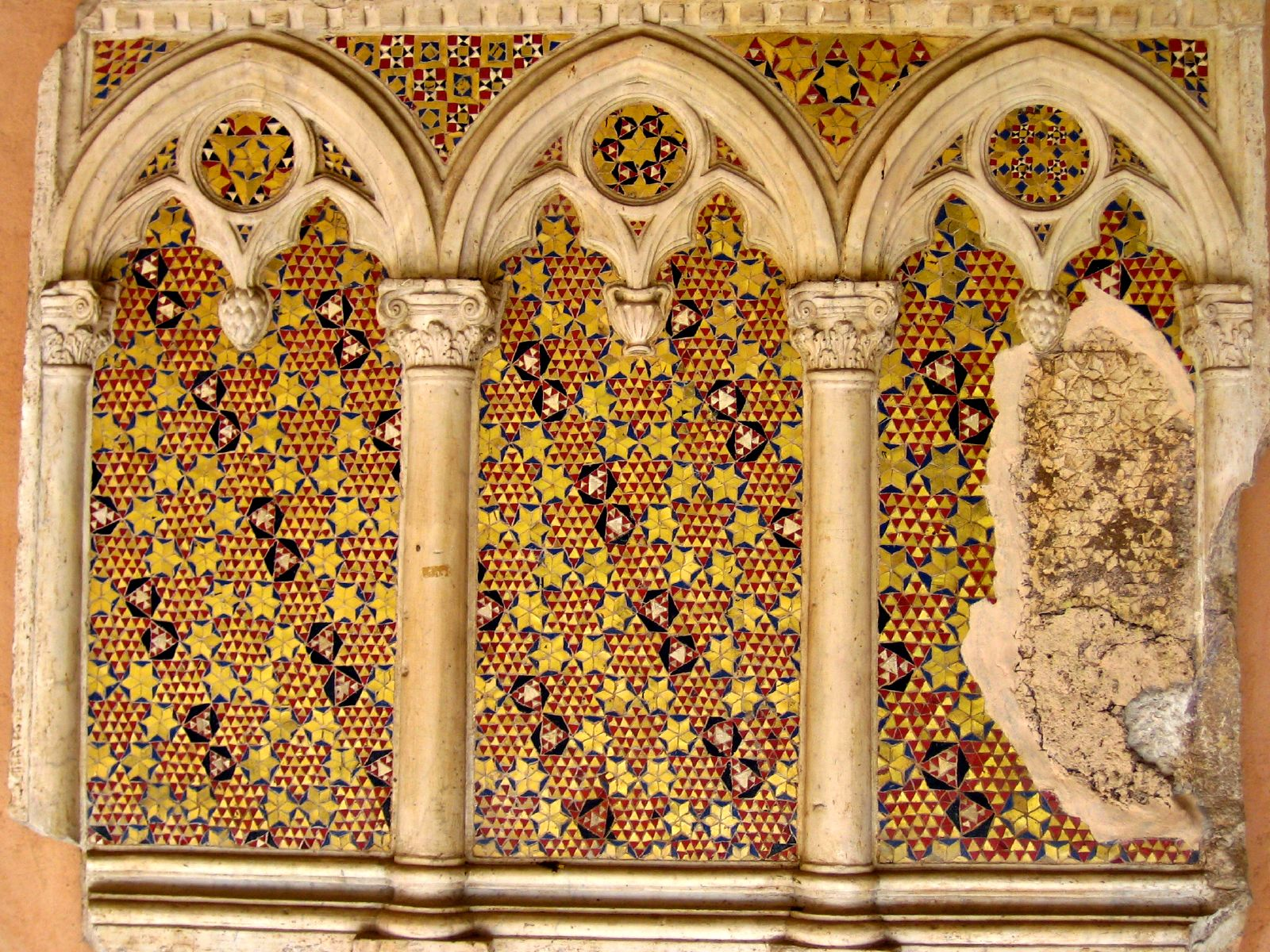
Pantalla cosmati en la Basílica de San Juan de Letrán. Algunas obras de Deodatus di Cosma para la familia Colonna se encuentran en la basílica.

El estilo cosmatesco es una manera de realizar un suelo típico de la época medieval en Italia, y especialmente en Roma y sus alrededores. El nombre deriva del apellido Cosmati, uno de los grupos de artesanos del mármol que crearon obras cogiendo mármol de antiguas ruinas romanas y colocando los fragmentos en decoraciones geométricas. También es conocido por algunos eruditos postmedievales como opus alexandrinum. Las piezas, llamadas teselas, suelen ser de mármol de colores, otros materiales similares (pórfido, sílex, granito...) o bien de cerámica esmaltada o vidriadas. Se puede considerar un cosmatesco más modesto el trabajo realizado con cantos rodados menudos, llamados  guijarros o chinarros.
Entre las iglesias decoradas en estilo cosmatesco en Roma, las más destacadas son San Lorenzo Extramuros, Santa María in Trastevere, San Saba, San Pablo Extramuros, Santa María en Aracoeli, y Santa Maria in Cosmedin. Fuera de Roma, Anagni y Ferentino contienen destacadas obras cosmatescas. También, los Cosmati construyeron decoraciones innovadoras para la iglesia de Civita Castellana. El estilo se difundió al resto de Europa: el altar mayor de la abadía de Westminster, por ejemplo, está decorado con un suelo de mármol cosmatesco .

## Estilo

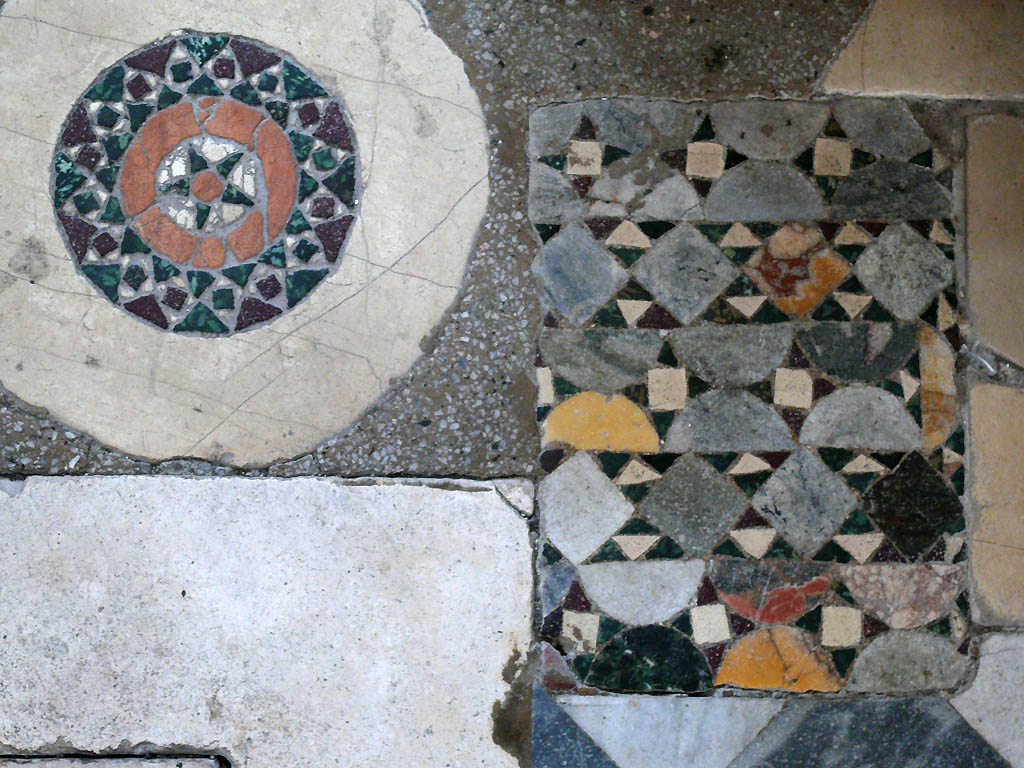
Pavimento cosmatesco en la catedral de Spoleto.

Este peculiar estilo de mosaico ornamental con incrustaciones fue introducido en el arte decorativo de Europa por un trabajador del mármol llamado Laurentius, nativo de Anagni. Laurentius aprendió su arte de maestros griegos y durante un tiempo siguió su método de trabajo. Sin embargo, al principio de su carrera, se liberó de las tradiciones e influencias bizantinas, y trabajó según líneas originales y desarrolló un nuevo estilo de mosaico decorativo, de color y diseño vigorosos. Invariablemente empleaba esto en unión a superficies de mármol lisas o esculpidas, como un accesorio decorativo de algún rasgo arquitectónico.
Por norma, Laurentius usó mármoles blancos o de colores claros como fondo de sus composiciones. A ellos les incrustó cuadrados, paralelogramos y círculos de mármol más oscuro, pórfido o serpentina, rodeándolos con lazos de mosaico compuesto de tesela coloreadas y vidrio dorado. Separó estos arlequinados entre sí con molduras de mármol, tallas, y bandas planas, y las enriqueció aún más con mosaico.

## Obras
La obra más antigua documentada de Laurentius fue ejecutada para una iglesia en Fabieri en 1190, y el ejemplo más temprano existente se encuentra en la iglesia de Santa María en Aracoeli en Roma. Consiste en un ambón, una silla, pantalla y pavimento. En gran parte de su trabajo lo ayudó su hijo, Jacobo, quien no solo era escultor sino también mosaiquista y un hábil arquitecto, como puede verse en las alteraciones arquitectónicos que llevó a cabo en la catedral de Civita Castellana, un precedente del Renacimiento. Esta era una obra en la que otros miembros de su familia participaron, y todos ellos fueron seguidores del arte durante cuatro generaciones. Entre los que alcanzaron la eminencia en su arte están: Laurentius (1140-1210); Jacobus (1165-1234); Luca (1221-1240); Jacobus (1213-1293); Deodatus (1225-1294) y Johannes (1231-1303).

## Historia temprana
Aunque los miembros de la Familia Cosmati de la Roma del siglo XII son los artesanos epónimos del estilo, no parecen haber sido los primeros en desarrollar el arte. Un estilo similar puede verse en el pavimento de la abadía benedictina de Monte Cassino (1066 - 1071) construida usando trabajadores de Constantinopla. Es también probable que el estilo geométrico estuviera muy influido por el arte árabe, que, debido a la prohibición islámica sobre la representación de las figuras, también era muy geométrico.